# تتراهدريت
تتراهدريت هةو معدن من معادن أملاح السلفو لفلزي النحاس والحديد، المرتبطان مع الكبريت والإثمد؛ وقد تدخل فيها ذرات الزنك لتصبح على الصيغة Cu6(Cu4Zn2)Sb4S13. يوجد المركب على هيئة مجموعات من بلورات رباعية، كتلية، خشنة إلى حبيبية ناعمة متراصة ذات لون يتراوح بين الرمادي إلى الأسود؛ وتتبع النظام البلوري المكعّب.
أطلق الجيولوجي فلهيلم فون هايدنغر عليه هذه التسمية سنة 1845 من السابقة الإغريقية تترا بمعنى أربعة، إذ كان يظن بداية أنه يتبع بنية بلورية رباعية.